# Краснокрымское сельское поселение
Краснокрымское сельское поселение — муниципальное образование в Мясниковском районе Ростовской области. 
Административный центр поселения — хутор Красный Крым.

## Административное устройство
В состав Краснокрымского сельского поселения входят:
- хутор Красный Крым,
- хутор Ленинаван,
- хутор Ленинакан,
- село Султан-Салы.

## Население
| 2010  | 2012  | 2013  | 2014  | 2015  | 2016  | 2017  | 2018  | 2019  |
| ----- | ----- | ----- | ----- | ----- | ----- | ----- | ----- | ----- |
| 4122  | ↗4252 | ↗4397 | ↗4566 | ↗4842 | ↗5226 | ↗5537 | ↗5961 | ↗6419 |
| 2020  | 2021  |       |       |       |       |       |       |       |
| ↗7051 | ↗7770 |       |       |       |       |       |       |       |